# Dwór w Bielowicach
Dwór w Bielowicach – zabytkowy dwór wybudowany w 1870 r., w miejscowości Bielowice.
Dwór położony we wsi w Polsce, w województwie dolnośląskim, w powiecie legnickim, w gminie Krotoszyce.

## Historia
Zabytek w ruinie jest częścią zespołu dworsko-folwarcznego, w skład którego wchodzą jeszcze: 5 hektarowy park, budynek mieszkalny, obecnie w ruinie; dwa budynki gospodarcze w ruinie; dwie zrujnowane obory; dwie stodoły, obecnie w ruinie. Agencja Nieruchomości Rolnych w 2001 r. sprzedała obiekt prywatnemu właścicielowi.